# Черновол, Геннадий Сергеевич
Геннадий Сергеевич Черновол (род. 6 июня 1976, РСФСР) — казахстанский легкоатлет, спринтер, чемпион (2002) и призер (1998, 2002, 2003) чемпионатов Азии по лёгкой атлетике.

## Биография
Участник летних Олимпийских игр 2000 года в Сиднее и 2004 года в Афинах. Участник чемпионатов мира по лёгкой атлетике как на открытом воздухе (1999, 2001, 2003), так и в помещениях (1999, 2001, 2003, 2004).
Победитель и призер нескольких региональных чемпионатов по лёгкой атлетике.
Чемпион Азии 2002 в беге на 200 м. Всего с чемпионатов Азии привез 4 медали. Победитель нескольких региональных чемпионатов и игр. Один из наиболее титулованных легкоатлетов Казахстана.

### Личные рекорды
- бег на 100 метров — 10,18 (22.06.2002, Алма-Ата)
- бег на 200 метров — 20,44 (17.07.2002, Рим)

## Семья
Жена — Анна Чичерова (род. 1982), олимпийская чемпионка и чемпионка мира по прыжкам в высоту. Дочь — Ника (род. 2010).